# Xã Elm, Quận Gage, Nebraska
Xã Elm (tiếng Anh: Elm Township) là một xã thuộc quận Gage, tiểu bang Nebraska, Hoa Kỳ. Năm 2010, dân số của xã này là 146 người.